# Eumen II.
Eumen II. (grč. Εὐμένης Β' τῆς Περγάμου, 197. – 159. pr. Kr.), sin kralja Atala I. i kraljice Apolonide, bio je kralj Pergama iz dinastije Atalida. Nastavio je očevu politiku savezništva s Rimskom Republikom kao bi spriječio makedonsko odnosno seleikidsko širenje na račun pergamskih područja, što je 190. pr. Kr. dovelo do poraza Antioha Velikog u bitci kod Magnezije. Dvije godine kasnije mirom iz Apameje svom kraljevstvu priključio je Frigiju, Lidiju, Pizidiju, Pamfiliju i dijelove Licije. Kasnije je pao u nemilost svojih rimskih saveznika, koji su sumnjali kako spletkari s makedonskim kraljem Perzejem, te su ga 167. pr. Kr. pokušali svrgnuti kako bi na prijestolje postavili njegovog brata i Rimu pouzdanijeg Atala II. Kada je Eumen pokušao osobno uvjeriti Rimljane u svoju odanost, nije mu dozvoljeno ući u Italiju. Eumen je posljednje godine života postavio Atala za svog vladara. Bio je oženjen za Stratoniku, kći kapadocijskog kralja Arijarata IV. Nakon njegove smrti, Stratonika se udala za Atala. Kao i drugi atalidski vladari, Eumen II. bio je poznat kao veliki pokrovitelj znanosti i umjetnosti. Značajno je proširio knjižnicu u Pergamu, a dao je sagraditi i Pergamski oltar odnosno stou na atenskoj akropoli.

## Poveznice
- Pergam
- Pergamski oltar